# Kanton Les Essarts
Der Kanton Les Essarts war von 1790 bis 2015 ein französischer Wahlkreis im Arrondissement La Roche-sur-Yon, im Département Vendée und in der Region Pays de la Loire; sein Hauptort war Les Essarts.

## Gemeinden
Der Kanton bestand aus neun Gemeinden:
| Gemeinde                | Einwohner Jahr | Fläche km² | Bevölkerungsdichte | Code INSEE | Postleitzahl |
| ----------------------- | -------------- | ---------- | ------------------ | ---------- | ------------ |
| Boulogne                | 818 (2013)     | 12,23      | 67 Einw./km²       | 85030      | 85140        |
| Dompierre-sur-Yon       | 4.144 (2013)   | 33,60      | 123 Einw./km²      | 85081      | 85170        |
| Les Essarts             | 5.244 (2013)   | 56,24      | 93 Einw./km²       | 85084      | 85140        |
| La Ferrière             | 5.002 (2013)   | 47,17      | 106 Einw./km²      | 85089      | 85280        |
| La Merlatière           | 984 (2013)     | 14,86      | 66 Einw./km²       | 85142      | 85140        |
| L’Oie                   | 1.194 (2013)   | 14,06      | 85 Einw./km²       | 85165      | 85140        |
| Sainte-Cécile           | 1.533 (2013)   | 32,73      | 47 Einw./km²       | 85202      | 85110        |
| Sainte-Florence         | 1.204 (2013)   | 17,09      | 70 Einw./km²       | 85212      | 85140        |
| Saint-Martin-des-Noyers | 2.271 (2013)   | 41,74      | 54 Einw./km²       | 85246      | 85140        |

## Bevölkerungsentwicklung
| 1962   | 1968   | 1975   | 1982   | 1990   | 1999   | 2009   |
| ------ | ------ | ------ | ------ | ------ | ------ | ------ |
| 11.643 | 11.677 | 12.524 | 14.907 | 16.487 | 17.432 | 21.246 |